# اچ‌ام‌اس تاکو (ان۳۸)
اچ‌ام‌اس تاکو (ان۳۸) (به انگلیسی: HMS Taku (N38)) یک زیردریایی بود که طول آن ۲۷۵ فوت (۸۴ متر) بود. این زیردریایی در سال ۱۹۳۹ ساخته شد.